# Moorella compressiventris
Moorella compressiventris är en stekelart som först beskrevs av Timberlake 1925.  Moorella compressiventris ingår i släktet Moorella och familjen sköldlussteklar. Inga underarter finns listade i Catalogue of Life.